# Paratinia difficilis
Paratinia difficilis är en tvåvingeart som beskrevs av Dziedzicki 1885. Paratinia difficilis ingår i släktet Paratinia och familjen svampmyggor. Inga underarter finns listade i Catalogue of Life.